# Petrovski
Petrovski (Russisch: Петровский) is een sportcomplex in Sint-Petersburg, dat plaats biedt aan 21.405 toeschouwers.
Het stadion werd gebouwd in de jaren 1924 tot 1925 en op 26 juli 1925 geopend. In 1933, 1961, 1978 en 1994 onderging het stadion een renovatie. Het complex bevat ook nog een ander voetbalstadion waar wedstrijden van de lagere competities in worden gehouden.
Het stadion wordt ook regelmatig gebruikt voor culturele evenementen zoals concerten en festivals.

## Geschiedenis
Het stadion is oorspronkelijk door de Tsjechische architect Aloise Wejwoda ontworpen en gebouwd in de jaren 1924-1925. In de Tweede Wereldoorlog werd het stadion echter compleet verwoest. In 1957 begon de wederopbouw van het stadion door de architecten N.V. Baranov, O.I. Guryev en V.M. Fromzel, de bouw werd in 1961 voltooid. Het stadion bood toen plaats aan 30.000. Voor de Olympische Zomerspelen 1980 werd het stadion in 1978 gerenoveerd.
Het stadion verkreeg wereldbekendheid na de Goodwill Games in 1994. In 1994 werd in de laatste grote renovatie het aantal zitplaatsen ook teruggebracht naar het huidige aantal van 21.405 om zo het comfort te verhogen. Tot in 2017 was het stadion de thuisstek van voetbalclub Zenit Sint-Petersburg.

## Afbeeldingen

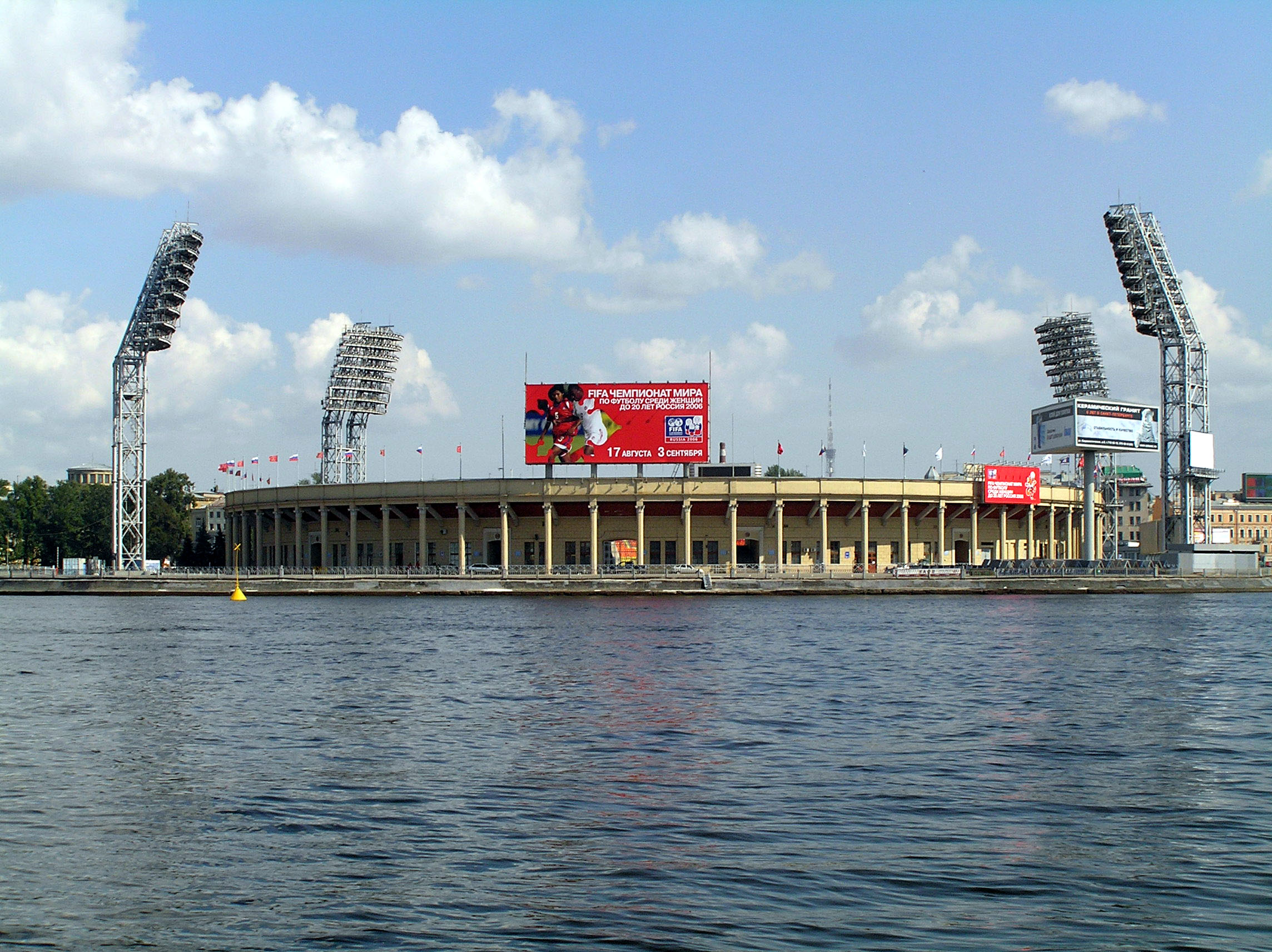
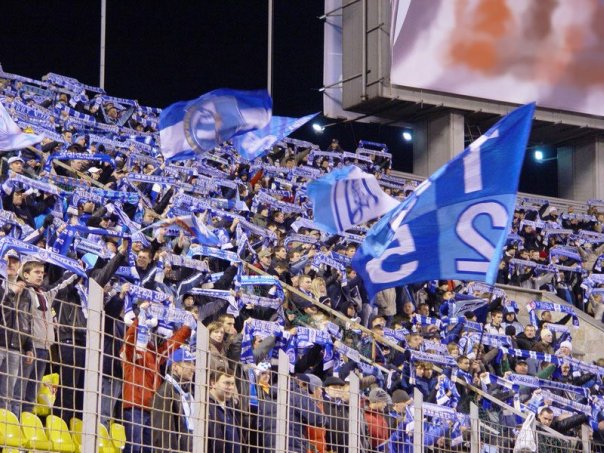
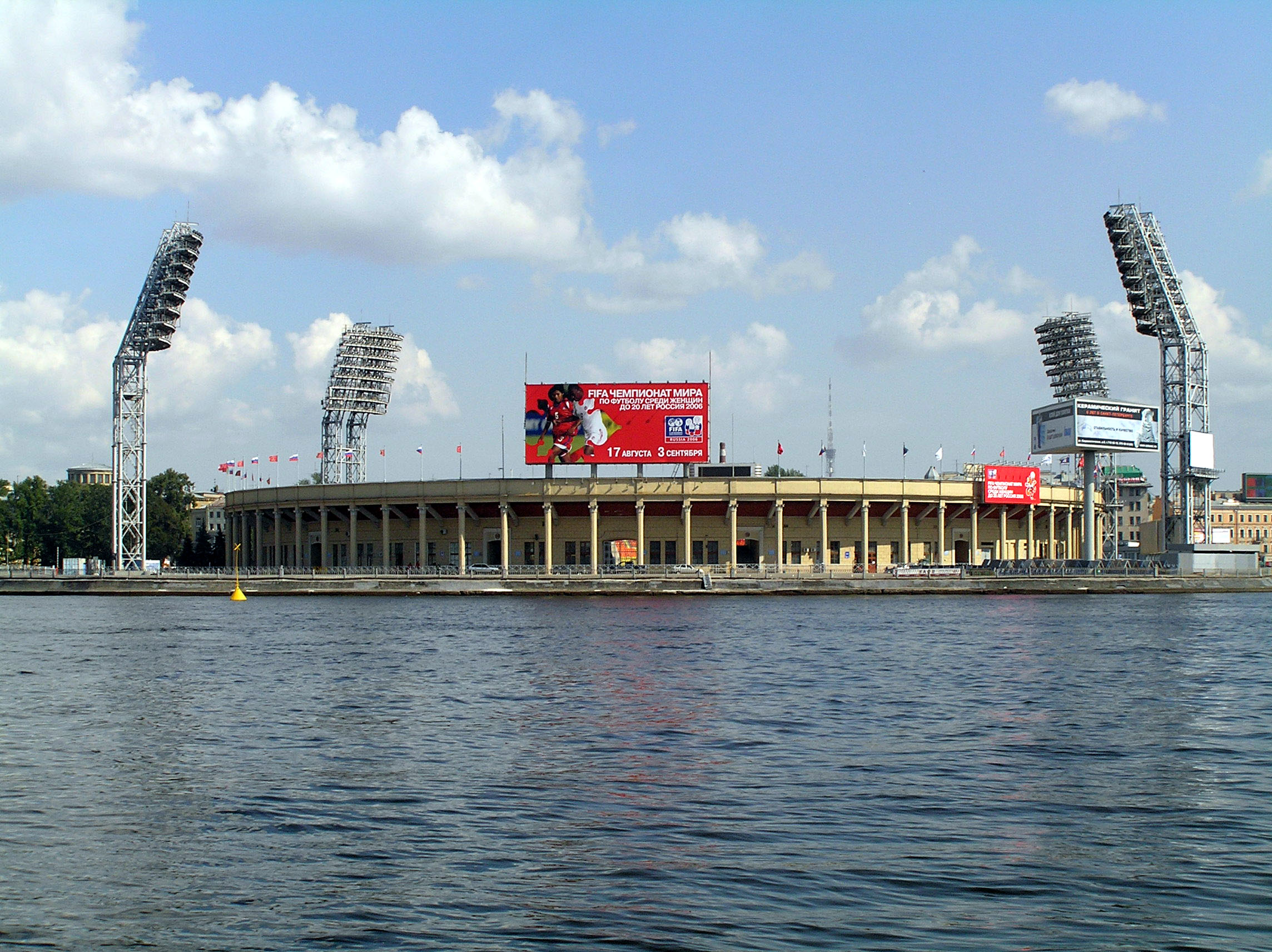
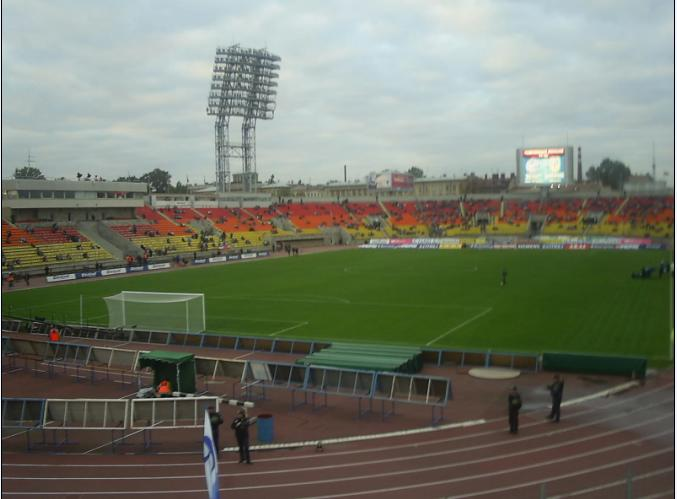